# Santo Stefano di Cadore
Santo Stefano di Cadore – miejscowość i gmina we Włoszech, w regionie Wenecja Euganejska, w prowincji Belluno.
Według danych na styczeń 2009 gminę zamieszkiwały 2684 osoby przy gęstości zaludnienia 26,8 os./1 km².
11 lipca 1993 miejscowość odwiedził papież Jan Paweł II (złożył wizytę w domu spokojnej starości i odprawił mszę dla 10 000 osób na rynku).